# Lorenzo Tehau
Pour les articles homonymes, voir Tehau.
Lorenzo Tehau, né le 10 avril 1989, est un footballeur international tahitien. Il est le frère jumeau d'Alvin Tehau, le frère de Jonathan Tehau et cousin de Teaonui Tehau

## Carrière
Tehau joue dans le championnat tahitien avec l'AS Tefana. Sa première grande compétition internationale est la Coupe du monde des moins de 20 ans 2009 où la sélection tahitienne ne marque aucun but. Lorenzo se fait même exclure lors du dernier match, contre le Nigeria, tout comme son frère jumeau Alvin Tehau.
Ensuite, il remporte ses premiers trophées avec l'AS Tefana ; deux championnats de Tahiti ainsi que deux coupes nationales. Il marque son premier but en équipe nationale lors de la Coupe de l'Outre-Mer 2010, face à la Guadeloupe. Plus tard, il fait sensation en inscrivant un quadruplé face aux Samoa en Coupe d'Océanie 2012. Tahiti remportera cette compétition pour la première fois de son histoire.

## Palmarès
- Finaliste de la Ligue des champions de l'OFC en 2012 avec l'AS Tefana
- Champion de Polynésie française en 2010 et 2011 avec l'AS Tefana
- Vainqueur de la Coupe de Polynésie française en 2010 et 2011 avec l'AS Tefana
- Vainqueur de la Coupe d'Océanie en 2012 avec l'équipe de Tahiti